# Třída Scharnhorst (1906)
Třída Scharnhorst byla třída pancéřových křižníků německé Kaiserliche Marine. Tvořily ji jednotky Scharnhorst a Gneisenau, postavené v letech 1904–1908. Byly to poslední postavené a nejsilnější německé pancéřové křižníky.
Oby křižníky byly v první světové válce součástí Německé východoasijské eskadry admirála von Spee. Eskadra nejprve jednoznačně porazila britskou eskadru v bitvě u Coronelu, aby byla sama zničena o měsíc později v bitvě u Falklandských ostrovů. Scharnhorst a Gneisenau byly oba v bitvě potopeny.

## Stavba
Celkem byly postaveny dvě jednotky této třídy. První postavila loděnice Blohm & Voss v Hamburku a druhý loděnice AG Weser v Brémách. Do služby byly přijaty v letech 1907–1908.
Jednotky třídy Scharnhorst:
| Jméno       | Loděnice     | Založení kýlu | Spuštěna | Vstup do služby | Status                                                            |
| ----------- | ------------ | ------------- | -------- | --------------- | ----------------------------------------------------------------- |
| Scharnhorst | Blohm & Voss | 1905          | 1906     | 24. října 1907  | Dne 8. prosince 1914 byl potopen v bitvě u Falklandských ostrovů. |
| Gneisenau   | AG Weser     | 1904          | 1906     | 6. března 1908  | Dne 8. prosince 1914 byl potopen v bitvě u Falklandských ostrovů. |

## Konstrukce

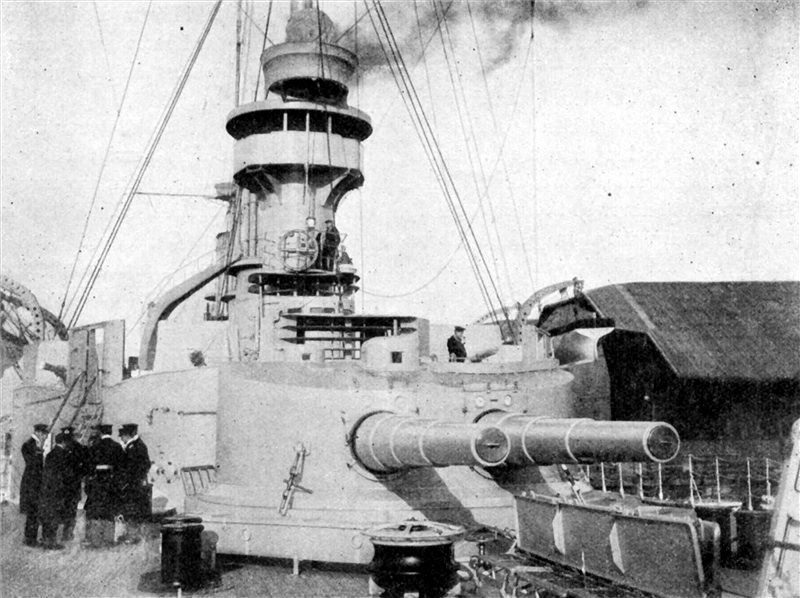
Dělová věž Scharnhorstu

Třída vycházela z předchozí třídy Roon, měla však větší výtlak a silnější výzbroj (byly u nich přidány čtyři kasematové 210mm kanóny). Hlavní výzbroj lodí tak tvořilo osm 210mm kanónů, z nichž čtyři z nich byly ve dvou dvouhlavňových věžích a čtyři v kasematech. Sekundární ráží představovalo šest 150mm kanónů v kasematech. Lodě dále nesly osmnáct 88mm kanónů a čtyři torpédomety. Pohonný systém tvořilo 18 kotlů a tři parní stroje o výkonu 26 000 hp, pohánějící tří lodní šrouby. Nejvyšší rychlost dosahovala 22,5 uzlu.

## Osudy

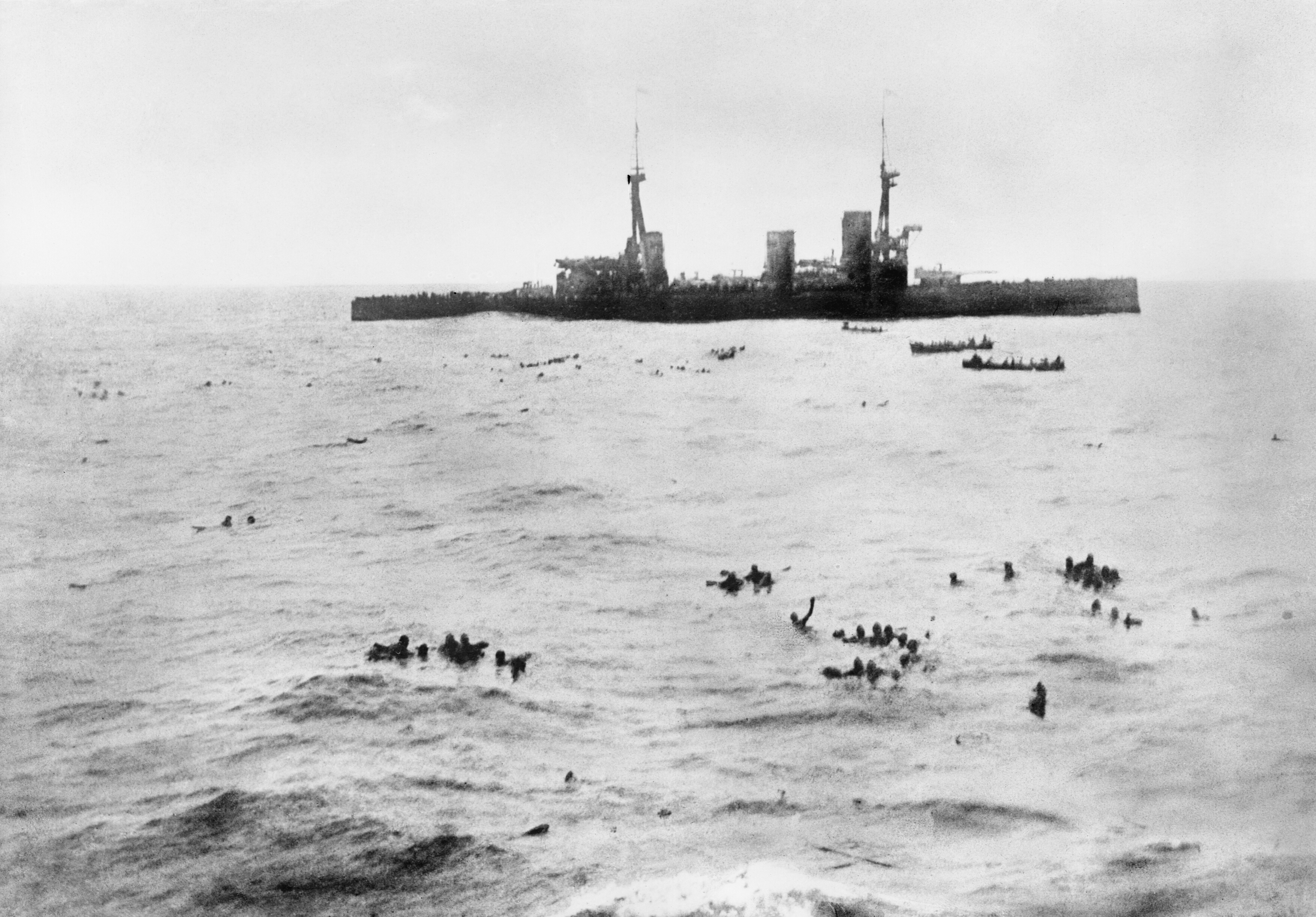
Britský bitevní křižník HMS Infexible s trosečníky z pancéřového křižníku Gneisenau

Oby křižníky tvořily na počátku první světové války jádro Německé východoasijské eskadry admirála Maxmiliana von Spee. Speeova eskadra nejprve 1. listopadu 1914 jednoznačně porazila slabší britskou eskadru v bitvě u Coronelu. Sama však byla zničena o měsíc později v bitvě u Falklandských ostrovů. Scharnhorst a Gneisenau byly oba v bitvě potopeny.
Vlajkový Scharnhorst byl potopen palbou britských bitevních křižníků Invincible a Inflexible. Zahynula celá posádka včetně velitele eskadry admirála von Spee. Gneisenau byl těžce poškozen palbou britských bitevních křižníků Invincible a Inflexible a v bezvýchodné situaci potopen vlastní osádkou. Padla většina posádky i velitel lodi kapitán Maerker. Celkem 187 námořníků bylo zajato.